# After the Rain
Koi wa Ameagari no You ni! (яп. 恋は雨上がりのように, Кой ва Амеагарі но Йо: ні, «Кохання після дощу») — манґа у жанрі романтичної комедії написана і проілюстрована Джюном Мейдзукі. У 2018 році війшла однойменна аніме-адаптація від студії Wit Studio, що транслювалася у блоці NotaminA на каналі Fuji TV. Манга почала друкуватися в щомісячному журналі Big Comic Spirits видавництва Shogakukan в 2014 році, перш ніж перейти до журналу Weekly Big Comic Spirits в 2016 році шість томів були опубліковані. 7 том був випущений 10 березня 2017. Також була анонсована аніме-адаптація, прем'єра якої відбулася 11 січня 2018 року в блоці програми Noitamina.

## Сюжет
Історія оповідає про відчужену та красиву дівчину по імені Акіра. Колись вона була зіркою у спортивному клубі своєї школи, однак після травми була вимушена покинути спорт. Тепер Акіра працює офіціанткою у сімейному ресторані після школи. Через деякий час вона усвідомлює, що закохана у свого начальника — розведеного чоловіка середніх літ.

## Медіа

### Манґа
Перша глава манґи Кохання після дощу манґаки Джюна Мейдзукі вийшла 27 червня 2014 року у журналі Big Comic Spirits від видавництва Shogakukan. 27 листопада 2015 року вийшла остання глава у щомісячному варіанті. З 18 січня 2016 по 19 березня 2018 року манґа виходила щотижнево у Weekly Big Comic Spirits. Видавництво Shogakukan також склало з окремих глав манґи 10 танкобонів у 2015—2018 роках.

#### Список томів
| №  | Дата виходу       | ISBN                   |
| -- | ----------------- | ---------------------- |
| 1  | 9 січня 2015      | ISBN 978-4-09-186728-5 |
| 2  | 10 квітня 2015    | ISBN 978-4-09-186868-8 |
| 3  | 11 вересня 2015   | ISBN 978-4-09-187200-5 |
| 4  | 12 січня 2016     | ISBN 978-4-09-187417-7 |
| 5  | 10 червня 2016    | ISBN 978-4-09-187629-4 |
| 6  | 12 жовтня 2016    | ISBN 978-4-09-187798-7 |
| 7  | 10 березня 2017   | ISBN 978-4-09-189389-5 |
| 8  | 12 липня 2017     | ISBN 978-4-09-189546-2 |
| 9  | 10 листопада 2017 | ISBN 978-4-09-189656-8 |
| 10 | 27 квітня 2018    | ISBN 978-4-09-189793-0 |

### Аніме
Аніме-адаптація манґи була анонсована у березні 2017.

## Критика
Манґа зайняла четверте місце у 2016 році на Kono Manga ga Sugoi! guidebook. Також манґа була номінована на дев'ятую нагороду Manga Taishō і зайняла сьоме місце.